# Alireza Vahedi Nikbakht
Alireza Vahedi Nikbakht (Mashhad, 30 giugno 1980) è un allenatore di calcio ed ex calciatore iraniano, di ruolo centrocampista, tecnico dello Shadkam.

## Caratteristiche tecniche
Di ruolo esterno sinistro, poteva essere schierato anche come ala.

## Carriera

### Giocatore

#### Club
Cresciuto nelle file dell'Aboomoslem, ha debuttato in prima squadra nella stagione 1998-1999. Nel 1999 si è trasferito all'Esteghlal. Ha militato nelle file del club biancoblu fino al 2006, salvo una parentesi in prestito all'Al-Wasl nel 2004. Nel 2006 è passato al Persepolis. Rimasto svincolato al termine della stagione 2008-2009, il 14 novembre 2009 si è trasferito a parametro zero allo Steel Azin. Nella stagione successiva ha militato nelle file del Saba Qom. Nel 2011 si è trasferito al Paykan. Nella stagione 2012-2013, dopo aver militato nelle file del Gahar Zagros, si è trasferito al Damash Gilan. Nel luglio 2013 è tornato all'Esteghlal. Ha concluso la propria carriera da calciatore nel 2015, dopo una stagione al Khonek.

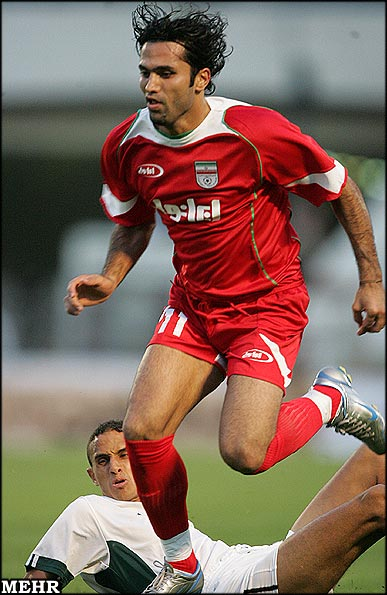
Vahedi Nikbakht con la maglia della Nazionale iraniana (2005)

#### Nazionale
Ha debuttato in Nazionale maggiore il 24 novembre 2000, in Iran-Guam (19-0), gara in cui ha siglato la rete del momentaneo 5-0 al minuto 31 del primo tempo. Ha partecipato, con la selezione iraniana, al Campionato dell'Asia occidentale 2002 e al Campionato dell'Asia occidentale 2004. È sceso in campo, inoltre, nelle qualificazioni ai Mondiali 2002, 2006 e 2010, nelle qualificazioni alla Coppa d'Asia 2004 e 2007. Ha totalizzato, con la selezione iraniana, 72 presenze e 14 reti.

### Allenatore
Nel dicembre 2020 è diventato vice allenatore del Chooka Talesh. Nell'aprile 2023 è diventato tecnico dello Shadkam ed ha mantenuto l'incarico fino al termine della stagione. Nell'agosto 2023 ha assunto la guida tecnica dello Shohadaye Razakan. Il 18 gennaio 2024 è tornato ad allenare lo Shadkam.

## Statistiche

### Cronologia presenze e reti in nazionale
| Cronologia completa delle presenze e delle reti in nazionale ― Iran | Cronologia completa delle presenze e delle reti in nazionale ― Iran | Cronologia completa delle presenze e delle reti in nazionale ― Iran | Cronologia completa delle presenze e delle reti in nazionale ― Iran | Cronologia completa delle presenze e delle reti in nazionale ― Iran | Cronologia completa delle presenze e delle reti in nazionale ― Iran | Cronologia completa delle presenze e delle reti in nazionale ― Iran | Cronologia completa delle presenze e delle reti in nazionale ― Iran |
| Data                                                                | Città                                                               | In casa                                                             | Risultato                                                           | Ospiti                                                              | Competizione                                                        | Reti                                                                | Note                                                                |
| ------------------------------------------------------------------- | ------------------------------------------------------------------- | ------------------------------------------------------------------- | ------------------------------------------------------------------- | ------------------------------------------------------------------- | ------------------------------------------------------------------- | ------------------------------------------------------------------- | ------------------------------------------------------------------- |
| 24-11-2000                                                          | Tabriz                                                              | Iran                                                                | 19 – 0                                                              | Guam                                                                | Qual. Mondiali 2002                                                 | 1                                                                   |                                                                     |
| 28-11-2000                                                          | Tabriz                                                              | Iran                                                                | 2 – 0                                                               | Tagikistan                                                          | Qual. Mondiali 2002                                                 | -                                                                   |                                                                     |
| 19-1-2001                                                           | Teheran                                                             | Iran                                                                | 4 – 0                                                               | Cina                                                                | Amichevole                                                          | 1                                                                   |                                                                     |
| 24-4-2001                                                           | Il Cairo                                                            | Corea del Sud                                                       | 1 – 0                                                               | Iran                                                                | Amichevole                                                          | -                                                                   |                                                                     |
| 26-4-2001                                                           | Il Cairo                                                            | Canada                                                              | 1 – 0                                                               | Iran                                                                | Amichevole                                                          | -                                                                   |                                                                     |
| 22-7-2001                                                           | Bihac                                                               | Bosnia ed Erzegovina                                                | 2 – 2                                                               | Iran                                                                | Amichevole                                                          | -                                                                   | 25’                                                                 |
| 1-8-2001                                                            | Doha                                                                | Qatar                                                               | 2 – 1                                                               | Iran                                                                | Amichevole                                                          | 1                                                                   | 90+1’                                                               |
| 8-8-2001                                                            | Teheran                                                             | Iran                                                                | 5 – 2                                                               | Oman                                                                | Amichevole                                                          | -                                                                   | 74’                                                                 |
| 10-8-2001                                                           | Teheran                                                             | Iran                                                                | 4 – 0                                                               | Bosnia ed Erzegovina                                                | Amichevole                                                          | -                                                                   | 67’                                                                 |
| 15-8-2001                                                           | Bratislava                                                          | Slovacchia                                                          | 3 – 4                                                               | Iran                                                                | Amichevole                                                          | 1                                                                   | 52’                                                                 |
| 24-8-2001                                                           | Teheran                                                             | Iran                                                                | 2 – 0                                                               | Arabia Saudita                                                      | Qual. Mondiali 2002                                                 | -                                                                   | 87’                                                                 |
| 1-9-2001                                                            | Bangkok                                                             | Thailandia                                                          | 0 – 0                                                               | Iran                                                                | Qual. Mondiali 2002                                                 | -                                                                   |                                                                     |
| 8-9-2001                                                            | Baghdad                                                             | Iraq                                                                | 1 – 2                                                               | Iran                                                                | Qual. Mondiali 2002                                                 | -                                                                   |                                                                     |
| 14-9-2001                                                           | Teheran                                                             | Iran                                                                | 0 – 0                                                               | Bahrein                                                             | Qual. Mondiali 2002                                                 | -                                                                   |                                                                     |
| 28-9-2001                                                           | Gedda                                                               | Arabia Saudita                                                      | 2 – 2                                                               | Iran                                                                | Qual. Mondiali 2002                                                 | -                                                                   |                                                                     |
| 5-10-2001                                                           | Teheran                                                             | Iran                                                                | 1 – 0                                                               | Thailandia                                                          | Qual. Mondiali 2002                                                 | 1                                                                   |                                                                     |
| 12-10-2001                                                          | Teheran                                                             | Iran                                                                | 2 – 1                                                               | Iraq                                                                | Qual. Mondiali 2002                                                 | -                                                                   | 40’                                                                 |
| 21-10-2001                                                          | Riffa                                                               | Bahrein                                                             | 3 – 1                                                               | Iran                                                                | Qual. Mondiali 2002                                                 | -                                                                   | 81’                                                                 |
| 10-11-2001                                                          | Dublino                                                             | Irlanda                                                             | 2 – 0                                                               | Iran                                                                | Qual. Mondiali 2002                                                 | -                                                                   | 46’                                                                 |
| 15-11-2001                                                          | Teheran                                                             | Iran                                                                | 1 – 0                                                               | Irlanda                                                             | Qual. Mondiali 2002                                                 | -                                                                   |                                                                     |
| 1-3-2002                                                            | Casablanca                                                          | Iran                                                                | 1 – 0                                                               | Venezuela                                                           | Amichevole                                                          | -                                                                   |                                                                     |
| 30-5-2002                                                           | Kuwait City                                                         | Kuwait                                                              | 1 – 3                                                               | Iran                                                                | Amichevole                                                          | -                                                                   | 75’                                                                 |
| 10-8-2002                                                           | Tabriz                                                              | Iran                                                                | 1 – 1                                                               | Azerbaigian                                                         | Amichevole                                                          | -                                                                   | 76’                                                                 |
| 21-8-2002                                                           | Kiev                                                                | Ucraina                                                             | 0 – 1                                                               | Iran                                                                | Amichevole                                                          | -                                                                   | 75’                                                                 |
| 30-8-2002                                                           | Damasco                                                             | Iran                                                                | 0 – 1                                                               | Giordania                                                           | Camp. Asia Occidentale 2002 - Gironi                                | -                                                                   |                                                                     |
| 3-9-2002                                                            | Damasco                                                             | Iran                                                                | 2 – 0                                                               | Libano                                                              | Camp. Asia Occidentale 2002 - Gironi                                | 1                                                                   | 90’                                                                 |
| 5-9-2002                                                            | Damasco                                                             | Iraq                                                                | 0 – 0                                                               | Iran                                                                | Camp. Asia Occidentale 2002 - Semifinali                            | -                                                                   |                                                                     |
| 7-9-2002                                                            | Damasco                                                             | Siria                                                               | 2 – 2 (2 - 4 dtr)                                                   | Iran                                                                | Camp. Asia Occidentale 2002 - Finale 3º posto                       | 1                                                                   |                                                                     |
| 19-9-2002                                                           | Tabriz                                                              | Iran                                                                | 1 – 1                                                               | Paraguay                                                            | Amichevole                                                          | -                                                                   | 42’                                                                 |
| 4-2-2003                                                            | Wanchai                                                             | Uruguay                                                             | 1 – 1 (4 - 2 dtr)                                                   | Iran                                                                | Amichevole                                                          | -                                                                   |                                                                     |
| 5-9-2003                                                            | Teheran                                                             | Iran                                                                | 4 – 1                                                               | Giordania                                                           | Qual. Coppa d'Asia 2004                                             | 1                                                                   |                                                                     |
| 26-9-2003                                                           | Irbid                                                               | Giordania                                                           | 3 – 2                                                               | Iran                                                                | Qual. Coppa d'Asia 2004                                             | -                                                                   |                                                                     |
| 12-10-2003                                                          | Teheran                                                             | Iran                                                                | 3 – 0                                                               | Nuova Zelanda                                                       | Amichevole                                                          | -                                                                   | 72’                                                                 |
| 12-11-2003                                                          | Teheran                                                             | Iran                                                                | 3 – 0                                                               | Corea del Nord                                                      | Qual. Coppa d'Asia 2004                                             | -                                                                   | 46’                                                                 |
| 19-11-2003                                                          | Beirut                                                              | Libano                                                              | 0 – 3                                                               | Iran                                                                | Qual. Coppa d'Asia 2004                                             | 1                                                                   | 59’                                                                 |
| 28-11-2003                                                          | Teheran                                                             | Iran                                                                | 1 – 0                                                               | Libano                                                              | Qual. Coppa d'Asia 2004                                             | -                                                                   |                                                                     |
| 2-12-2003                                                           | Kuwait City                                                         | Kuwait                                                              | 3 – 1                                                               | Iran                                                                | Amichevole                                                          | -                                                                   | 44’                                                                 |
| 18-2-2004                                                           | Teheran                                                             | Iran                                                                | 3 – 1                                                               | Qatar                                                               | Qual. Mondiali 2006                                                 | 1                                                                   | 75’                                                                 |
| 31-3-2004                                                           | Vientiane                                                           | Laos                                                                | 0 – 7                                                               | Iran                                                                | Qual. Mondiali 2006                                                 | 1                                                                   |                                                                     |
| 9-6-2004                                                            | Teheran                                                             | Iran                                                                | 0 – 1                                                               | Giordania                                                           | Qual. Mondiali 2006                                                 | -                                                                   | 58’                                                                 |
| 17-6-2004                                                           | Teheran                                                             | Iran                                                                | 4 – 0                                                               | Libano                                                              | Camp. Asia Occidentale 2004 - Gironi                                | -                                                                   | 55’                                                                 |
| 21-6-2004                                                           | Teheran                                                             | Iran                                                                | 7 – 1                                                               | Siria                                                               | Camp. Asia Occidentale 2004 - Gironi                                | 1                                                                   |                                                                     |
| 23-6-2004                                                           | Teheran                                                             | Iran                                                                | 2 – 1                                                               | Iraq                                                                | Camp. Asia Occidentale 2004 - Semifinali                            | -                                                                   | 65’                                                                 |
| 25-6-2004                                                           | Teheran                                                             | Iran                                                                | 4 – 1                                                               | Siria                                                               | Camp. Asia Occidentale 2004 - Finale                                | -                                                                   | 70’                                                                 |
| 8-9-2004                                                            | Amman                                                               | Giordania                                                           | 0 – 2                                                               | Iran                                                                | Qual. Mondiali 2006                                                 | 1                                                                   | 69’                                                                 |
| 9-10-2004                                                           | Teheran                                                             | Iran                                                                | 0 – 2                                                               | Germania                                                            | Amichevole                                                          | -                                                                   | 59’                                                                 |
| 13-10-2004                                                          | Doha                                                                | Qatar                                                               | 2 – 3                                                               | Iran                                                                | Qual. Mondiali 2006                                                 | -                                                                   | 74’                                                                 |
| 18-12-2004                                                          | Teheran                                                             | Iran                                                                | 1 – 0                                                               | Panama                                                              | Amichevole                                                          | -                                                                   | 66’                                                                 |
| 25-3-2005                                                           | Teheran                                                             | Iran                                                                | 2 – 1                                                               | Giappone                                                            | Qual. Mondiali 2006                                                 | -                                                                   | 78’                                                                 |
| 30-3-2005                                                           | Pyongyang                                                           | Corea del Nord                                                      | 0 – 2                                                               | Iran                                                                | Qual. Mondiali 2006                                                 | -                                                                   | 61’                                                                 |
| 3-6-2005                                                            | Teheran                                                             | Iran                                                                | 1 – 0                                                               | Corea del Nord                                                      | Qual. Mondiali 2006                                                 | -                                                                   | 83’                                                                 |
| 17-8-2005                                                           | Nashville                                                           | Giappone                                                            | 2 – 1                                                               | Iran                                                                | Qual. Mondiali 2006                                                 | -                                                                   | 73’                                                                 |
| 24-8-2005                                                           | Teheran                                                             | Iran                                                                | 4 – 0                                                               | Libia                                                               | Amichevole                                                          | -                                                                   | 46’                                                                 |
| 8-8-2006                                                            | Teheran                                                             | Iran                                                                | 1 – 0                                                               | Emirati Arabi Uniti                                                 | Amichevole                                                          | -                                                                   | 74’                                                                 |
| 16-8-2006                                                           | Teheran                                                             | Iran                                                                | 1 – 1                                                               | Siria                                                               | Qual. Coppa d'Asia 2007                                             | -                                                                   |                                                                     |
| 2-9-2006                                                            | Seoul                                                               | Corea del Sud                                                       | 1 – 1                                                               | Iran                                                                | Qual. Coppa d'Asia 2007                                             | -                                                                   | 68’                                                                 |
| 6-9-2006                                                            | Damasco                                                             | Siria                                                               | 0 – 2                                                               | Iran                                                                | Qual. Coppa d'Asia 2007                                             | -                                                                   |                                                                     |
| 4-10-2006                                                           | Amman                                                               | Iraq                                                                | 0 – 2                                                               | Iran                                                                | Amichevole                                                          | -                                                                   |                                                                     |
| 6-10-2006                                                           | Amman                                                               | Giordania                                                           | 0 – 0                                                               | Iran                                                                | Amichevole                                                          | -                                                                   |                                                                     |
| 15-11-2006                                                          | Teheran                                                             | Iran                                                                | 2 – 0                                                               | Corea del Sud                                                       | Qual. Coppa d'Asia 2007                                             | -                                                                   |                                                                     |
| 12-1-2007                                                           | Abu Dhabi                                                           | Emirati Arabi Uniti                                                 | 0 – 2                                                               | Iran                                                                | Amichevole                                                          | -                                                                   |                                                                     |
| 7-2-2007                                                            | Teheran                                                             | Iran                                                                | 2 – 2                                                               | Bielorussia                                                         | Amichevole                                                          | -                                                                   |                                                                     |
| 24-3-2007                                                           | Doha                                                                | Qatar                                                               | 0 – 1                                                               | Iran                                                                | Amichevole                                                          | 1                                                                   |                                                                     |
| 10-1-2008                                                           | Doha                                                                | Qatar                                                               | 0 – 0                                                               | Iran                                                                | Amichevole                                                          | -                                                                   | 80’                                                                 |
| 30-1-2008                                                           | Teheran                                                             | Iran                                                                | 0 – 0                                                               | Costa Rica                                                          | Amichevole                                                          | -                                                                   | 88’                                                                 |
| 6-2-2008                                                            | Teheran                                                             | Iran                                                                | 0 – 0                                                               | Siria                                                               | Qual. Mondiali 2010                                                 | -                                                                   |                                                                     |
| 21-3-2008                                                           | Riffa                                                               | Bahrein                                                             | 1 – 0                                                               | Iran                                                                | Amichevole                                                          | -                                                                   | 60’                                                                 |
| 26-3-2008                                                           | Kuwait City                                                         | Kuwait                                                              | 2 – 2                                                               | Iran                                                                | Qual. Mondiali 2010                                                 | 1                                                                   | 71’                                                                 |
| 25-5-2008                                                           | Teheran                                                             | Iran                                                                | 3 – 2                                                               | Zambia                                                              | Amichevole                                                          | -                                                                   | 68’                                                                 |
| 2-6-2008                                                            | Teheran                                                             | Iran                                                                | 0 – 0                                                               | Emirati Arabi Uniti                                                 | Qual. Mondiali 2010                                                 | -                                                                   | 39’                                                                 |
| 7-6-2008                                                            | Al Ain                                                              | Emirati Arabi Uniti                                                 | 0 – 1                                                               | Iran                                                                | Qual. Mondiali 2010                                                 | -                                                                   | 83’                                                                 |
| 14-6-2008                                                           | Damasco                                                             | Siria                                                               | 0 – 2                                                               | Iran                                                                | Qual. Mondiali 2010                                                 | -                                                                   | 90’                                                                 |
| Totale                                                              |                                                                     | Presenze                                                            | 72                                                                  |                                                                     | Reti                                                                | 14                                                                  |                                                                     |

## Palmarès

### Giocatore

#### Club

##### Competizioni nazionali
- Campionato iraniano di calcio: 2

Esteghlal: 2000-2001, 2005-2006
Persepolis: 2007-2008
- Coppa d'Iran: 2

Esteghlal: 1999-2000, 2001-2002

#### Nazionale
- Campionato di calcio della Federazione calcistica dell'Asia occidentale: 1

2004

#### Individuale
- Capocannoniere dei Giochi asiatici 2002 (5 gol)
- Capocannoniere del Campionato di calcio della Federazione calcistica dell'Asia occidentale 2002 (2 gol, a pari merito con Razzaq Farhan, Mo'ayyad Salim e Anas Sari)